# The King's Affection
The King's Affection (hangul: 연모; rr: Yeonmo) é uma série de televisão sul-coreana exibida pela KBS2 de 11 de outubro a 14 de dezembro de 2021, estrelada por Park Eun-bin, Rowoon, Nam Yoon-su, Choi Byung-chan e Bae Yoon-kyung.
Em 21 de novembro de 2022, The King's Affection ganhou um Prêmio Emmy Internacional de melhor telenovela, sendo a primeira vez que uma novela da Coreia do Sul ganha este prêmio.

## Enredo
A história se passa durante a Dinastia Joseon, quando gêmeos eram considerados um sinal desagradável. Como resultado, quando a princesa herdeira deu à luz gêmeos, uma ordem foi enviada para matar sua filha. Para salvá-la, ela é secretamente enviado para fora do castelo.
Alguns anos depois, seu filho gêmeo, Lee Hwi, morre assassinado. Para esconder sua morte, a mãe trouxe para casa sua filha e a criou como o príncipe Lee Hwi, que acabou se tornando o príncipe herdeiro. Embora ele se distancie de todos, ele /ela começa a ter sentimentos por Jung Ji-woon, seu professor que vem de uma família aristocrática.

## Elenco

### Elenco principal
- Park Eun-bin como Lee Hwi[6]
  - Choi Myung-bin como Lee Hwi/Dam-yi (jovem)[7]
- Rowoon como Jung Ji-woon[8]
  - Go Woo-rim como Jung Ji-woon (jovem)[9]
- Nam Yoon-su como Lee Hyun[10]
  - Choi Ro-woon como Lee Hyun (jovem)[11]
- Choi Byung-chan como Kim Ga-on[12]
- Bae Yoon-kyung como Shin So-eun[13]

### Elenco de apoio
- Jung Chae-yeon como Noh Ha-kyung[14]
- Yoon Je-moon como Han Ki-jae
- Bae Soo-bin como Jeong Seok-jo[15]
- Lee Pil-mo como Ye-jong[16]

#### Pessoas ao redor de Lee Hwi
- Baek Hyeon-joo como Kim Sang-gung[17]
- Ko Kyu-pil como Hong Nae-gwan[18]
- Kim Jae-cheol como Yoon Hyeong-seol
- Kim In-kwon como Yang Moon-soo[19]
- Noh Sang-bo como Park Bum-do[20]
- Kim Min-seok como Choi Man-dal[21]

#### Pessoas ao redor de Jung Ji-woon
- Park Eun-hye como mãe de Jung Ji-woon[22]
- Jang Se-hyun como Ji-geum[23]
- Lee Soo-min como Bang Young-ji
- Heo Jeong-min como o Guardião do Castelo Koo

#### Família Real
- Kim Taek como Príncipe Wonsan[24]
- Kim Seo-ha como Príncipe Changwoon[25]
- Lee Il-hwa como a viúva da rainha[26]
- Son Yeo-eun como Rainha[18]
- Cha Sung-jae como o Grande Príncipe de Jehyeon

### = Corte Real
- Jung Jae-seong sebagai Noh Hak-su
- Park Won-sang sebagai Shin Young-soo
- Son Jong-hak sebagai Tuan Changchun

### Outros
- Jo Sung-kyu como servo do príncipe Changheon[27]
- Gong Jin-seo como Jan-i[28]

### Participações especiais
- Han Chae-ah como a Princesa da Coroa Han; A mãe de Lee Hwi e a filha do Senhor Sangheon.[29]
- Park Ki-woong[30]

## Recepção
- Na tabela abaixo, os números azuis representam as audiências mais baixas e os números vermelhos representam as audiências mais elevadas.

| Episódio | Data de transmissão    | Audiência média | Audiência média |
| Episódio | Data de transmissão    | Nielsen Korea   | Nielsen Korea   |
| Episódio | Data de transmissão    | Em todo o país  | Seul            |
| -------- | ---------------------- | --------------- | --------------- |
| 1        | 11 de outubro de 2021  | 6,2%            | 6,2%            |
| 2        | 12 de outubro de 2021  | 6,7%            | 5,9%            |
| 3        | 18 de outubro de 2021  | 6.5%            | 6.4%            |
| 4        | 19 de outubro de 2021  | 5.9%            | 5.6%            |
| 5        | 25 de outubro de 2021  | 5.7%            | 4.9%            |
| 6        | 26 de outubro de 2021  | 5.5%            | 4.8%            |
| 7        | 1 de novembro de 2021  | 7.0%            | 6.3%            |
| 8        | 2 de novembro de 2021  | 7.6%            | 7.2%            |
| 9        | 8 de novembro de 2021  | 7.8%            | 7.8%            |
| 10       | 9 de novembro de 2021  | 7.2%            | 7.0%            |
| 11       | 15 de novembro de 2021 | 7.1%            | 6.4%            |
| 12       | 16 de novembro de 2021 | 8.8%            | 8.7%            |
| 13       | 22 de novembro de 2021 | 10.0%           | 9.4%            |
| 14       | 23 de novembro de 2021 | 9.6%            | 8.7%            |
| 15       | 29 de novembro de 2021 | 9.9%            | 9.4%            |
| 16       | 30 de novembro de 2021 | 8.8%            | 8.1%            |
| 17       | 6 de dezembro de 2021  | 8.4%            | 8.0%            |
| 18       | 7 de dezembro de 2021  | 9.4%            | 8.4%            |
| 19       | 13 de dezembro de 2021 | 9.3%            | 8.8%            |
| 20       | 14 de dezembro de 2021 | 12.1%           | 11.4%           |
| Média    | Média                  | 7.98%           | 7.47%           |